# ستيف كول
ستيف كول (بالإنجليزية: Steve Coll)‏ هو كاتب غير روائي وكاتب وصحفي أمريكي، ولد في 8 أكتوبر 1958 في واشنطن العاصمة في الولايات المتحدة.

## وصلات خارجية
- ستيف كول على موقع ميوزك برينز (الإنجليزية)